# Amiguitos – Sprachen für Kinder
Amiguitos – Sprachen für Kinder ist ein deutscher Verlag. Gegründet wurde er 2004 in Bremen von Juliane Buschhorn-Walter und Claudia von Holten. Der Name Amiguitos (dt. kleine Freunde) geht auf die spanische Verniedlichungsform für Amigo zurück. Ursprünglich als Spielsprachschule für Kinder initiiert, werden seit 2007 unter dem Namen Amiguitos mehrsprachige Kinder- und Jugendbücher, pädagogische Materialien zum Lernen von Fremdsprachen und Sprachlernspiele verlegt. Seit 2010 ist der Verlagssitz in Hamburg, seit 2014 wird er allein von Claudia von Holten geleitet.
Eine Besonderheit der Verlagsproduktion sind die Reihen zweisprachiger spanisch-deutscher, englisch-deutscher und spanisch-englisch-deutscher Kinder- und Jugendbücher von zeitgenössischen Autoren und Illustratoren wie Ingrid Annel, Eulalia Cornejo, David Fermer, Carlos Rodrigues Gesualdi, Finn-Ole Heinrich, José Paniagua, Álvaro Prego, Christine Rösch.
Neben der Moderne findet man auch Klassiker wie eine zweisprachige Märchensammlung (el tesoro de cuentos/Der Märchen-Schatz) mit Fabeln, Schöpfungsmythen und Heldensagen aus Spanien und Lateinamerika. Außerdem werden ausgewählte Klassiker der Weltliteratur wie Juan Ramón Jiménez’ (Platero y yo), El Cid, Amantes de Teruel oder Washington Irving vorgestellt.